# Коробочкин, Борис Львович
Борис Львович Коробочкин (1915, Елгава — ?) — советский учёный, специалист в области гидроприводов и гидроавтоматики станков, лауреат Ленинской премии. 

## Биография
До 1949 года работал в СКБ-1 (Специальное Конструкторское бюро) агрегатных станков и автоматических линий. Уволен в период «борьбы с космополитизмом».
С 1949 года начальник лаборатории, ведущий конструктор по гидравлике Московского станкостроительного завода им. Орджоникидзе (МССЗ). Разработал гидравлическую следящую систему, на основе которой были созданы гидрокопировальные полуавтоматы и специальные станки.
В 1960—1970 годах заведовал отделом гидравлики Экспериментального НИИ металлорежущих станков (ЭНИМС).
Кандидат технических наук (1955), доктор технических наук (1973). Старший научный сотрудник (1966), профессор (1977).

## Награды
- Ленинская премия 1959 года — за создание, освоение серийного производства и внедрение в промышленность гаммы высокопроизводительных гидравлических токарно-копировальных полуавтоматов.

## Сочинения
- Динамика гидравлических систем станков. Борис Львович Коробочкин. Машиностроение, 1976 — Всего страниц: 239
- Проектирование гидравлических систем машин / Г. М. Иванов, С. А. Ермаков, Б. Л. Коробочкин,. Р.М Пасынков. — М.: Машиностроение, 1992. — 224 с.